# Crostwitz
Crostwitz, en haut-sorabe: Chrósćicy, est une commune rurale de Saxe (Allemagne), située dans l'arrondissement de Bautzen, dans le district de Dresde. Le village en lui-même compte 591 habitants, et l'ensemble de la commune, 1 069 habitants (recensement du 31 décembre 2010). Plus de 84 % des habitants en 2001 y parlaient encore le haut-sorabe.

## Géographie
Crostwitz se trouve à 12 kilomètres à l'est de Kamenz en Haute-Lusace. Il est traversé par le ruisseau Satkula qui se jette dans la rivière Klosterwasser (affluent de l'Elster Noire) un peu plus au nord. Son point culminant est le Galgenberg (210 m).
Plusieurs petits hameaux sont intégrés à la commune en plus du village de Crostwitz. Il s'agit de Caseritz/Kozarcy (44 habitants); Horka/Hórki (286 habitants); Kopschin/Kopšin (22 habitants); Nucknitz/Nuknica (59 habitants) et Prautitz/Prawoćicy (74 habitants).

## Histoire
On a retrouvé les vestiges d'un lieu fortifié slave (venus au VIIIe siècle apr. J.-C.) à côté du hameau de Koptschin. L'endroit est le domaine d'un seigneur, Henricus de Crostiz, en 1225. L'église paroissiale de Crostwitz a depuis le XIIIe siècle une grande signification pour cette région comprise entre Panschwitz/Pančicy, Storcha/Baćoń et Rosenthal/Róžant. La plupart des autres églises sont construites postérieurement.
Le village faisait partie au Moyen Âge des domaines de l'abbaye cistercienne St. Marienstern fondée au XIIIe siècle à Kuckau. Ses habitants ont refusé de passer à la Réforme protestante au XVIe siècle et sont demeurés catholiques. Une procession à cheval, l'Osterreiter, a lieu tous les ans à Pâques et rejoint l'abbaye en passant par plusieurs villages. C'est un événement religieux et identitaire fort suivi.
La région a été le théâtre fin avril 1945 d'une terrible bataille de chars, la bataille de Bautzen, entre la Wehrmacht, l'Armée rouge et la 2e armée populaire polonaise.

## Notes

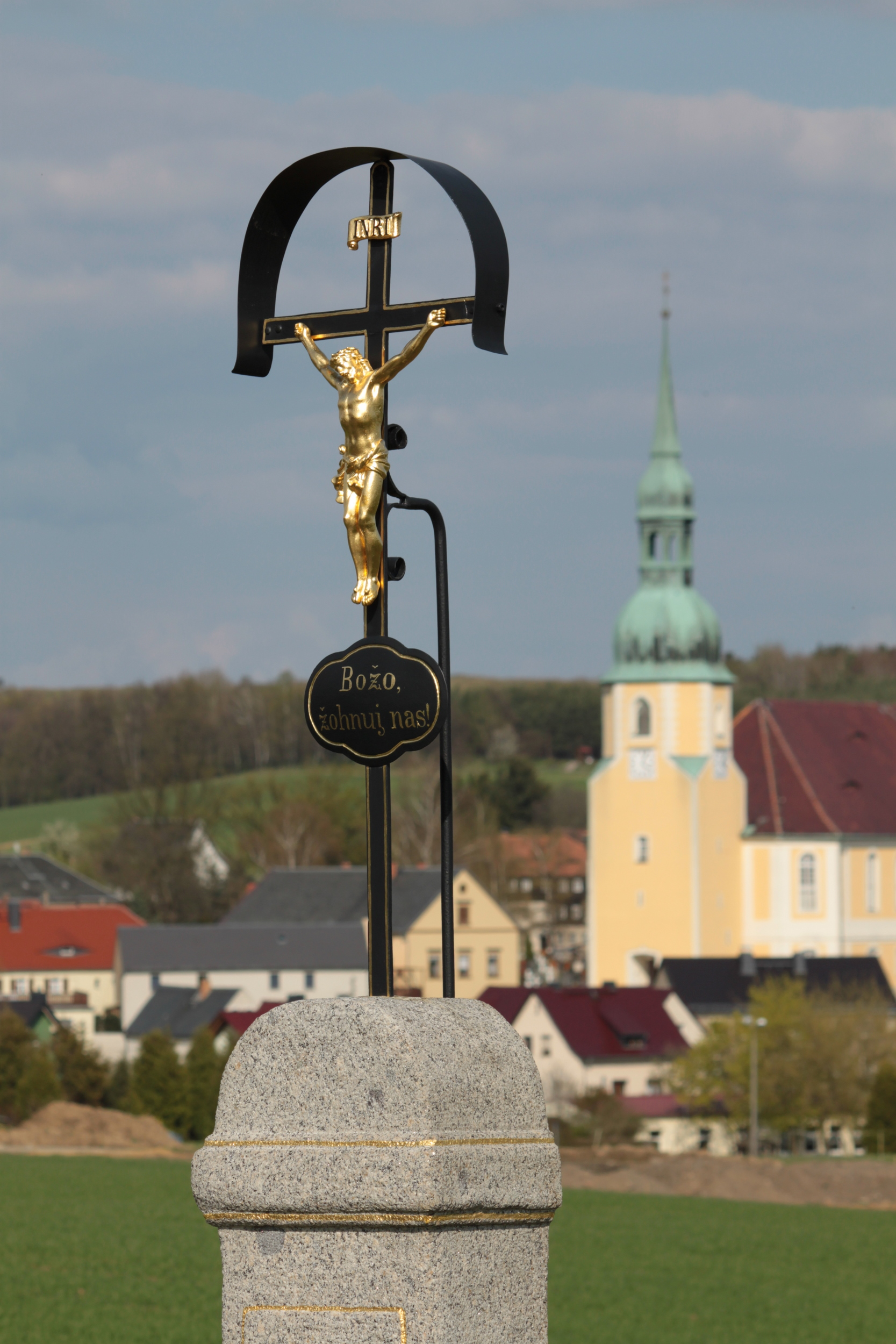
Calvaire typique de la région, à Crostwitz

## Église
La région a été christianisée par saint Bennon de Meissen. L'église du village est consacrée à saint Simon et à saint Jude-Thadée. L'édifice actuel, construit en style baroque sur les fondations de l'église du XIIIe siècle, date de 1769-1771 et a été consacré par Mgr Wosky von Bärenstamm, natif de l'endroit.